# Рецептор (структура)

Спинномозковий рефлекс відсмикування. Термочутливі та больові рецептори пальця (2) передають сигнал до спинного мозку, який дає команду скоротити м'яз та відсмикнути руку

Рецептор — частина сенсорної системи або автономної нервової системи, нервове закінчення або спеціалізована клітина, які у відповідь на подразнення створюють сигнал у вигляді потенціалів дії, та відправляють його до нервового центру. Рецептор є першою ланкою будь-якої рефлекторної дуги. Рецептори слідкують за всіма змінами в організмі та навколо нього, допомагають центральній нервовій системі формувати уявлення про світ.
Рецептори є анатомічними структурами, які сприймають подразники за допомогою молекулярних рецепторів — мембранних білків, які ще називають циторецепторами.
Поняття «рецептор» дещо перетинається з поняттям «орган чуття». Органи чуття окрім рецепторних клітин та нервових закінчень часто мають додаткові неклітинні структури та допоміжні клітини. До органів чуття відносять ті рецептори, інформація від яких надходить до сомато-сенсорної системи та усвідомлюється твариною, тоді як значна частина рецепторів залучена в спинномозкових та автономних рефлексах.

## Принцип роботи рецепторів
Будь-який подразник, який діє на рецептор, несе певний вид енергії: механічної, теплової, електромагнітної, хімічної тощо. Кожен рецептор має на мембрані своїх клітин іонні канали, які відкриваються чи закриваються у відповідь на надходження характерної для нього енергії — на так званий адекватний подразник. Так, існують термочутливі канали (залежать від певної температури), хемочутливі (змінюють стан воротного механізму при взаємодії зі специфічною молекулою), механочутливі тощо. Деякі подразники діють не на сам канал, а на інші чутливі білки, які вже через внутрішньоклітинні сигнальні шляхи відкривають чи закривають мембранний іонний канал. Так, наприклад, працюють фоторецепторні палички і колбочки сітківки. При цьому рецептор має на своїй мембрані іонні канали, які можуть відкритися на інші види подразників, але поріг збудження рецептора буде для них значно більший.

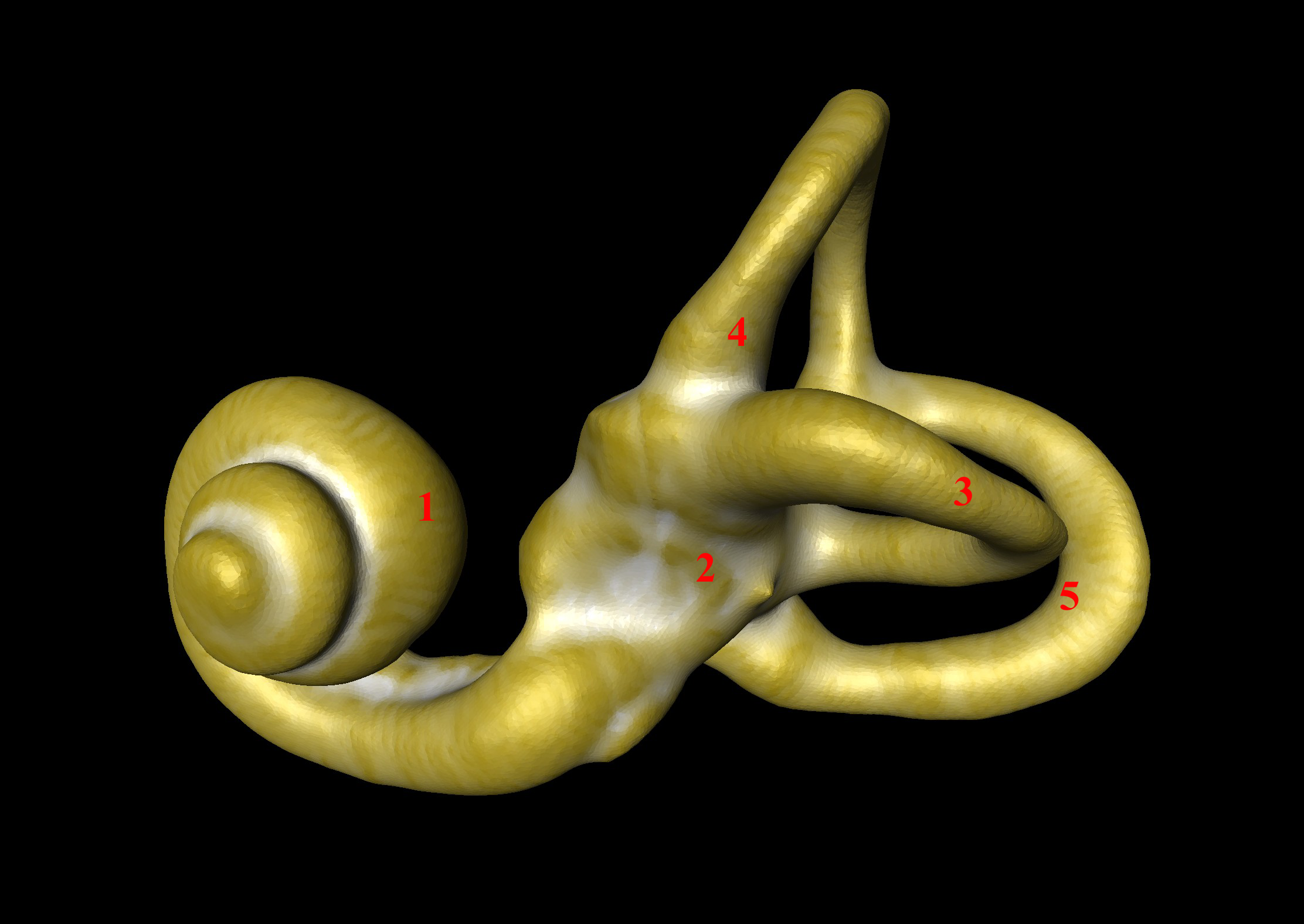
Внутрішнє вухо з вестибулярними та слуховими рецепторами

Ольфакторні рецептори в нюховому епітелії

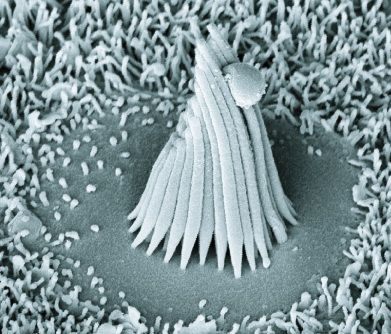
Волоскова клітина мішечка вестибулярного рецептора жаби

Будова смакової бруньки язика

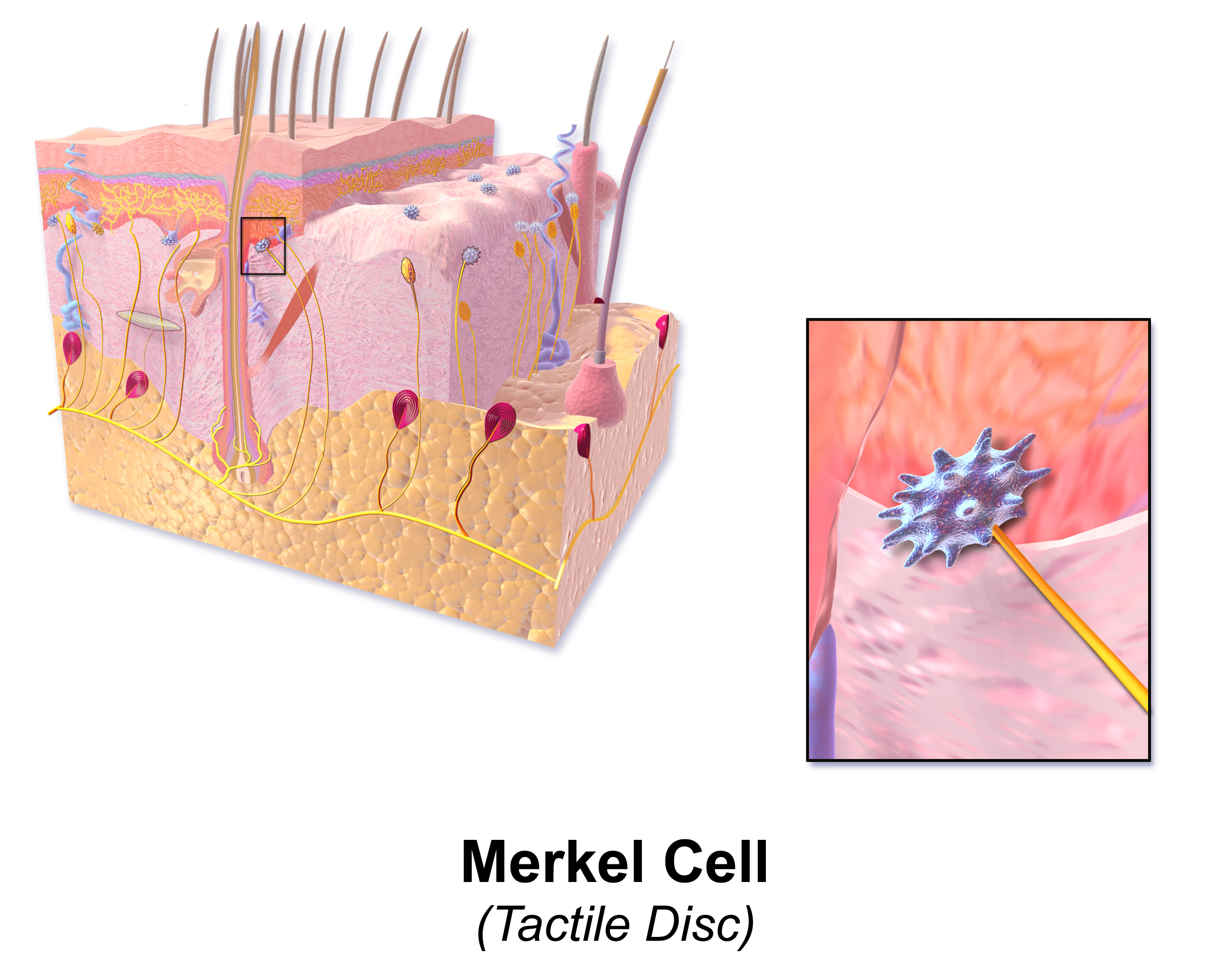
Диски Меркеля у товщі шкіри

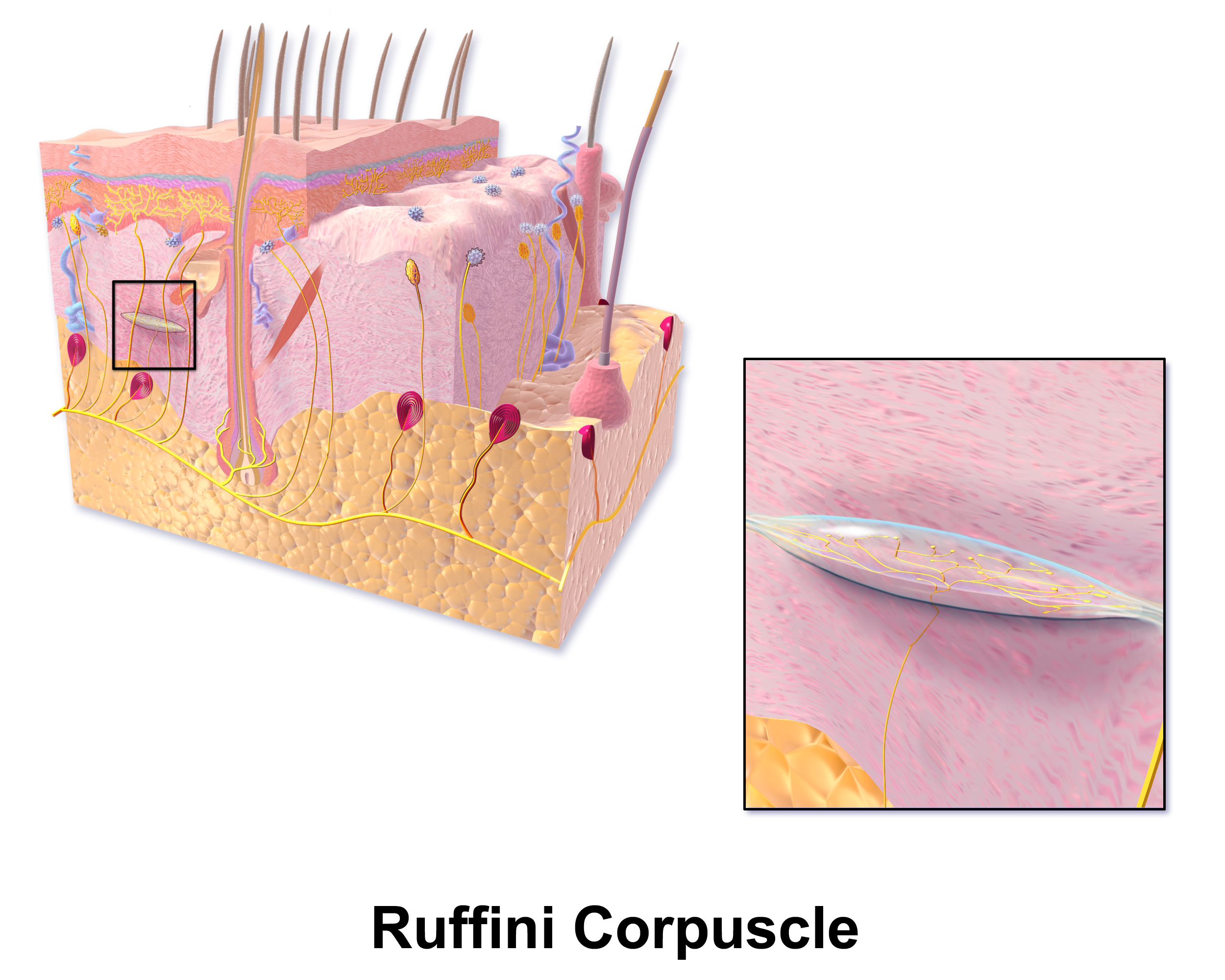
Закінчення Руффіні шкіри

Відкриття іонних каналів призводить до руху іонів через мембрану та до зміни мембранного потенціалу відносно спокійного стану. Виникає невеликий допороговий локальний рецепторний потенціал. Зазвичай це деполяризація, викликана входом іонів кальцію або натрію у клітину. Якщо подразник сильний, деполяризація досягає порогу відкриття потенціалзалежних натрієвих каналів, і генерується потенціал дії, або нервовий імпульс. Потенціал дії передається далі по аферентному (чутливому) нервовому волокну до нервового центру. У деяких рецепторах у відповідь на подразник відбувається гіперполяризація, викликана закриттям натрієвих каналів на тлі відкритих калієвих. Таке, зокрема, виникає у фоторецепторах і може спостерігатися лише в спеціалізованих рецепторних клітинах, які передають сигнал нервовому закінченню через синапс за допомогою виділення нейромедіаторів.
Якщо рецепторний потенціал досяг порогової деполяризації, з'являється потенціал дії. При зростанні сили подразника ще більше, відкриваються додаткові іонні канали у мембрані, рецепторний потенціал розтягується у часі й до його спаду нижче порогу встигає виникнути декілька потенціалів дії. Таким чином, сила подразника у рецепторі кодується частотою нервових імпульсів, які рухаються по нервовому волокну.

## Анатомо-фізіологічна типологія рецепторів
За будовою і фізіологічними особливостями розрізняють первинні та вторинні рецептори. Первинні являють собою нервове закінчення чутливого нейрона, який сприймає подразнення і генерує потенціал дії, який йде цим самим нервовим волокном до нервового центру. До первинних належить більшість шкірних рецепторів, рецепторів внутрішніх органів. Вторинні рецептори складаються зі спеціалізованих клітин, які створюють лише локальні потенціали на власній мембрані, а сигнал до нервового закінчення передають через синапси. Так влаштовані фоторецептори, вестибулярні, слухові рецептори.
Первинні рецептори також поділяють на вільні нервові закінчення та інкапсульовані.
За розташуванням рецептори поділяють на зовнішні екстерорецептори шкіри та слизових оболонок і внутрішні інтерорецептори м'язів та внутрішніх органів (також вісцерорецептори). Іноді виділяють периферійні та центральні рецептори, якщо вони реагують на один і той же подразник та розташовані відповідно далі від центральної нервової системи чи поблизу неї.

## Рецептори організму ссавців
- Фоторецептори сітківки
- Волоскові клітини органу Корті завитки внутрішнього вуха
- Нюхові рецепторні нейрони
- Смакові бруньки[en] язика
- Механорецептори шкіри
  - тільця Пачіні[en]
  - тільця Мейснера
  - клітини Меркеля
  - закінчення Руффіні[en]
- Пропріорецептори м'язів
  - м'язові веретена[en] скелетних м'язів
  - тільця Гольджі[en] м'язових сухожилків
  - тільця Пачіні зв'язок, сухожилків, фасцій
- Ноцицептори
- Хеморецептори
  - центральні хеморецептори[en]
  - хеморецептивна зона довгастого мозку[en]
  - периферійні хеморецептори[en]
    - хеморецептори аортальних тілець[en]
    - гломусні клітини[en]